# 밀나물
밀나물(Smilax riparia)은 청미래덩굴과의 여러해살이 덩굴식물이다.

## 분포
한국·중국 북동부 일본 등지에 분포하며 산야에서 흔히 자란다.

## 특징
가지가 많이 갈라지고 능선이 있다. 잎은 어긋나고 난형 또는 난상 긴 타원형으로 가장 자리가 밋밋하며 5-7맥이 있고 끝이 뾰족하며 밑은 둥글거나 심장형이고 털이 없다. 잎자루 밑에 턱잎이 변한 1쌍의 덩굴손이 있다. 꽃은 5-7월에 황록색으로 피고 산형꽃차례에 달린다. 꽃받침조각과 수술은 각각 6개씩이고 열매는 둥글며 흑색으로 익는다. 어린순은 나물로 먹는다.